# بهار

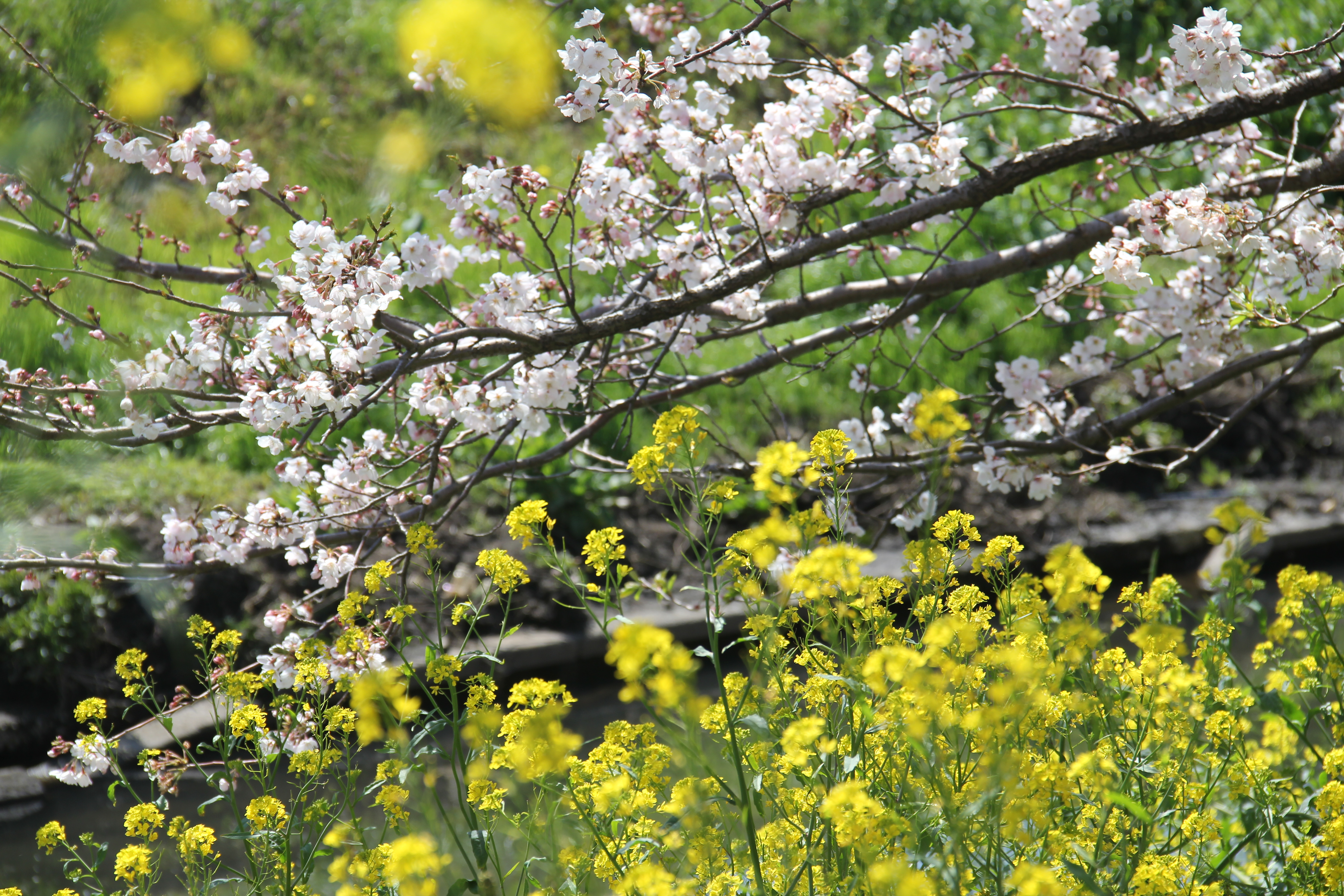
شکوفه‌های درختان در بهار

بَهار یکی از چهار فصل در مناطق معتدل، پیش از تابستان و پس از زمستان است. در نیمکره شمالی، بهار هم‌دوره با پاییز در نیمکره جنوبی است و برعکس. در اعتدال بهاری، روزها و شب‌ها تقریباً دوازده ساعت طول می‌کشند، و با پیشرفت فصل و افزایش طول روز، طول شب کاهش می‌یابد.

## فرهنگ

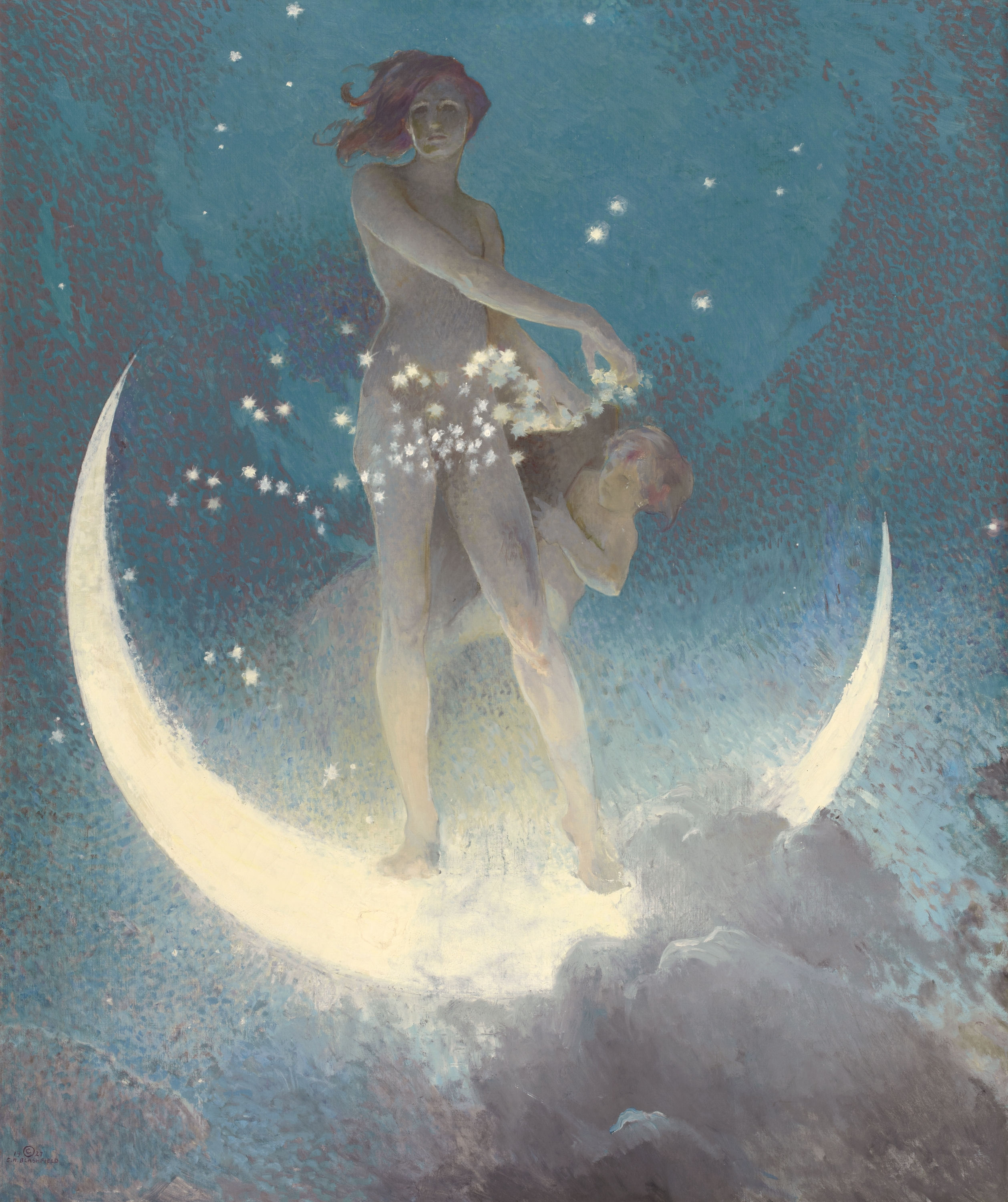
بهار در حال پاشیدن ستاره‌ها اثر ادوین بلاشفیلد

بسیاری از مردم فصل بهار را آغاز زندگی دوبارهٔ طبیعت می‌دانند. در فصل بهار جانورانی که در خواب زمستانی هستند و همچنین، درختان از خواب زمستانی بیدار شده و زندگی را دوباره آغاز می‌کنند. درختان شکوفه زده و جانوران نیز در این فصل شروع به تولید مثل می‌کنند.
بهار واژه‌ای فارسی است، که در فارسی میانه و فارسی نوین به همین شکل بوده‌است.
در فرهنگ عمومی برخی از کشورها، مثل ایران و افغانستان، به این فصل بسیار اهمیت می‌دهند، به طوری که حتی، سال نو آن‌ها در این فصل و با رسیدن خورشید به نقطهٔ اعتدال بهاری (اول فروردین، معمولاً مطابق با ۲۱ مارس) شروع می‌شود. آن‌ها شروع این سال را با مراسمی به نام نوروز جشن می‌گیرند که سیزده روز طول می‌کشد. (سیزده به در) این اهمیت در ادبیات نیز نمود زیادی دارد و بهار یکی از مهم‌ترین سوژه‌های هنری و ادبی می‌باشد.

## رخدادهای طبیعی
در فصل بهار انحراف محور زمین نسبت به خورشید افزایش می‌یابد. طول مدت روز به سرعت زیاد می‌شود، زمین گرم می‌شود و گیاهان شروع به رشد کردن می‌کنند. برف‌ها آب می‌شوند و رودها به جریان می‌افتند. یخبندان در مناطق سردسیر کمتر می‌شوند و در مناطقی که آب و هوای سردسیری ندارند، دمای هوا به سرعت افزایش می‌یابد. بسیاری از گیاهان گلدار شروع به شکوفه زدن می‌کنند. این باره زمانی برخی موارد از زمانی از زمستان تا اوایل تابستان به طول می‌انجامد.

## نگارخانه

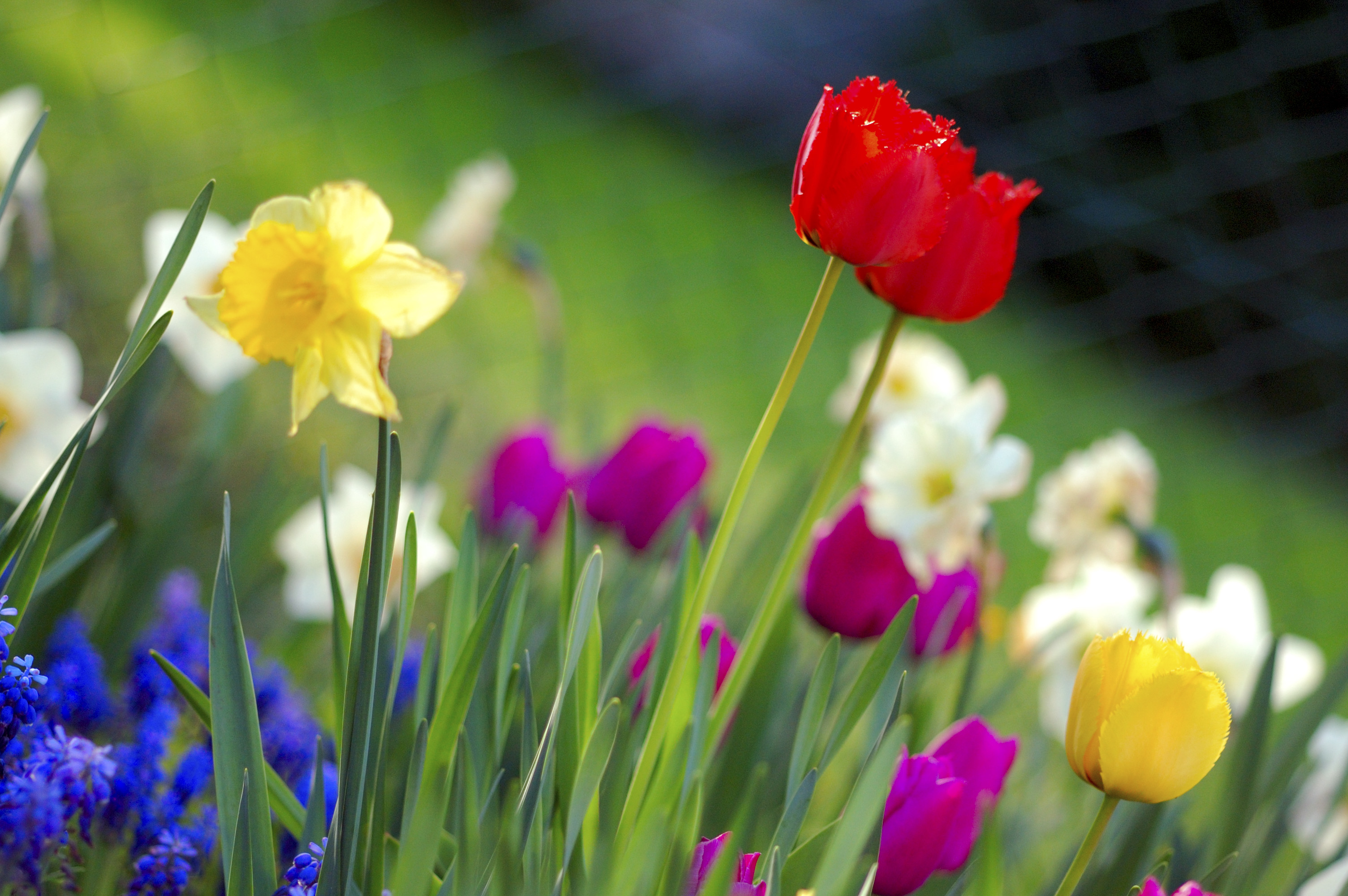
گل‌های باغ در بهار
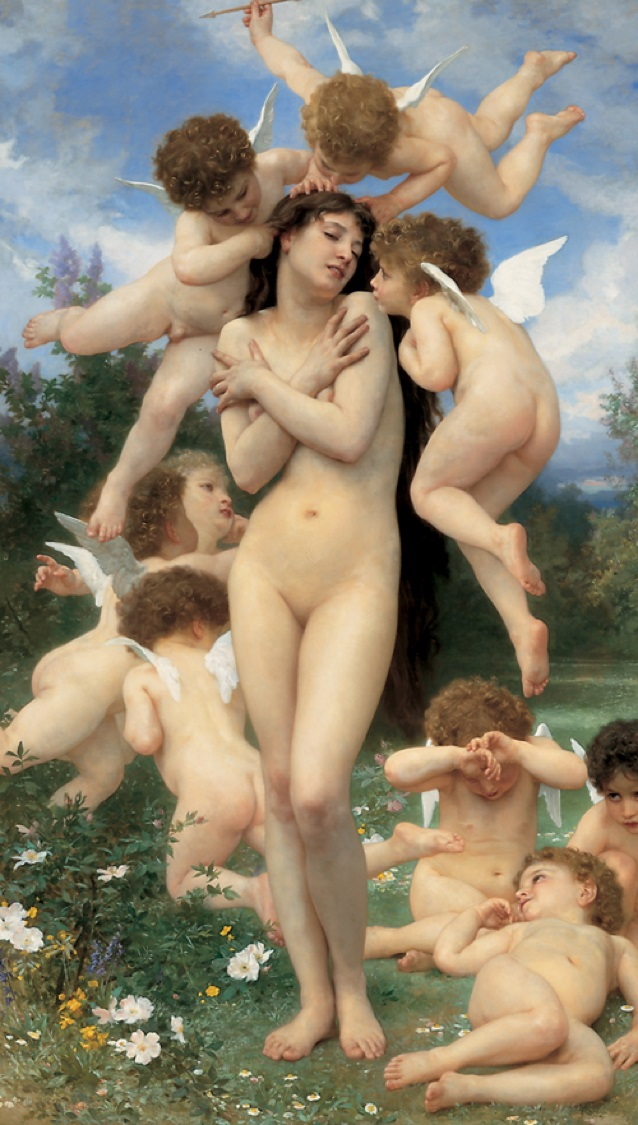
بازگشت بهار یک نقاشی از ویلیام-آدولف بوگرو
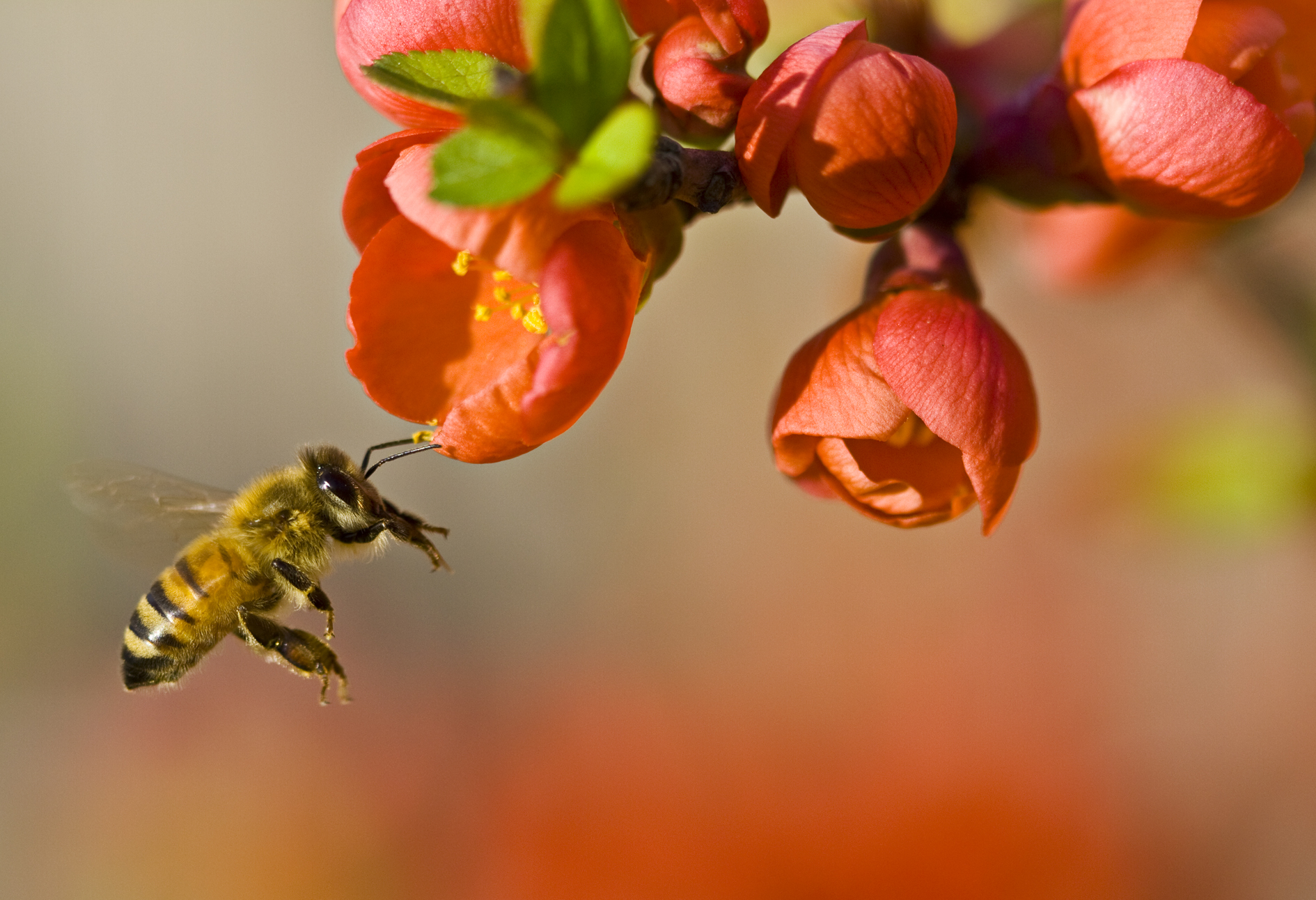
گرده‌افشانی زنبورعسل در بهار
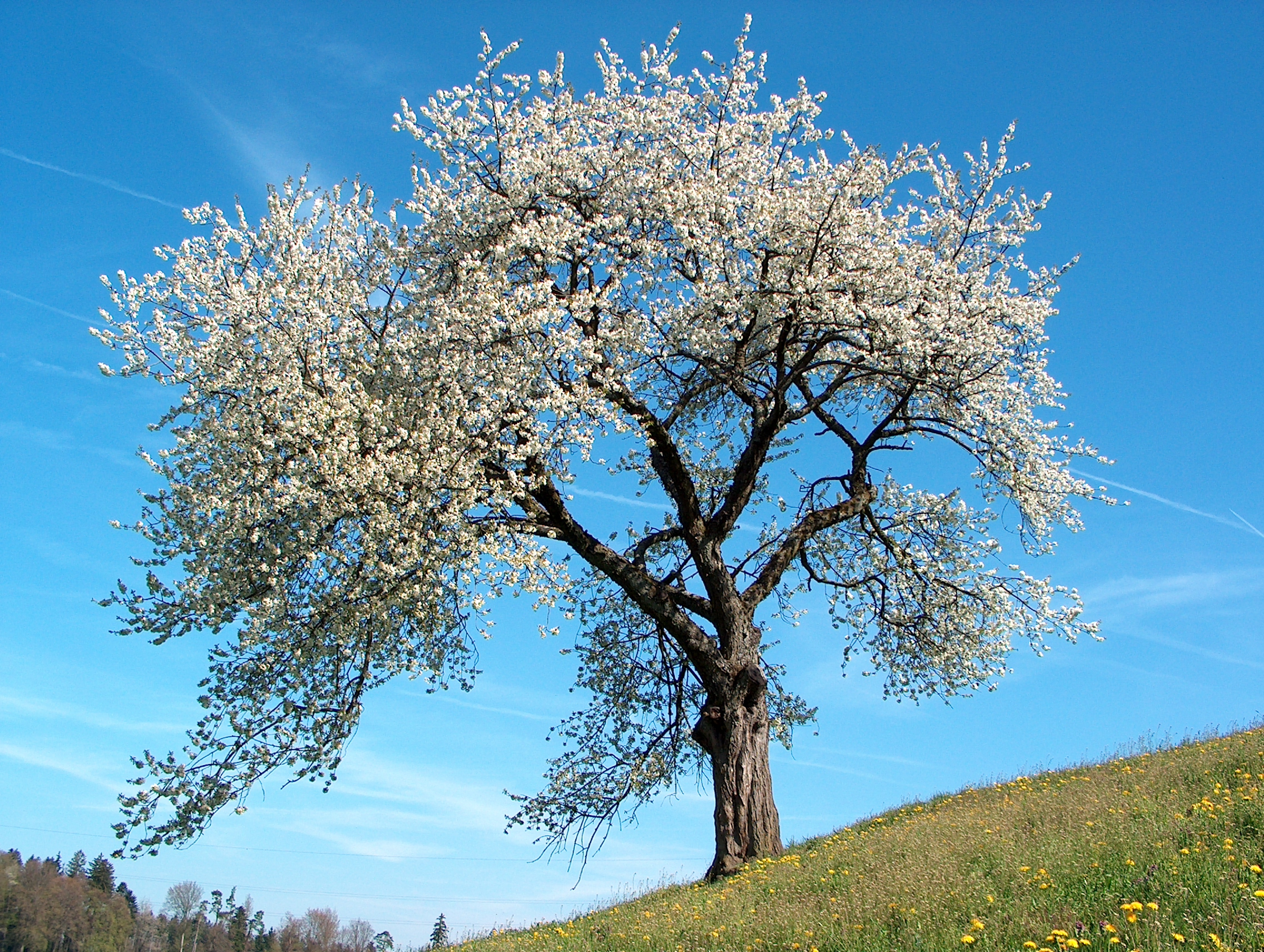
شکوفه‌های درخت آلبالو در بهار
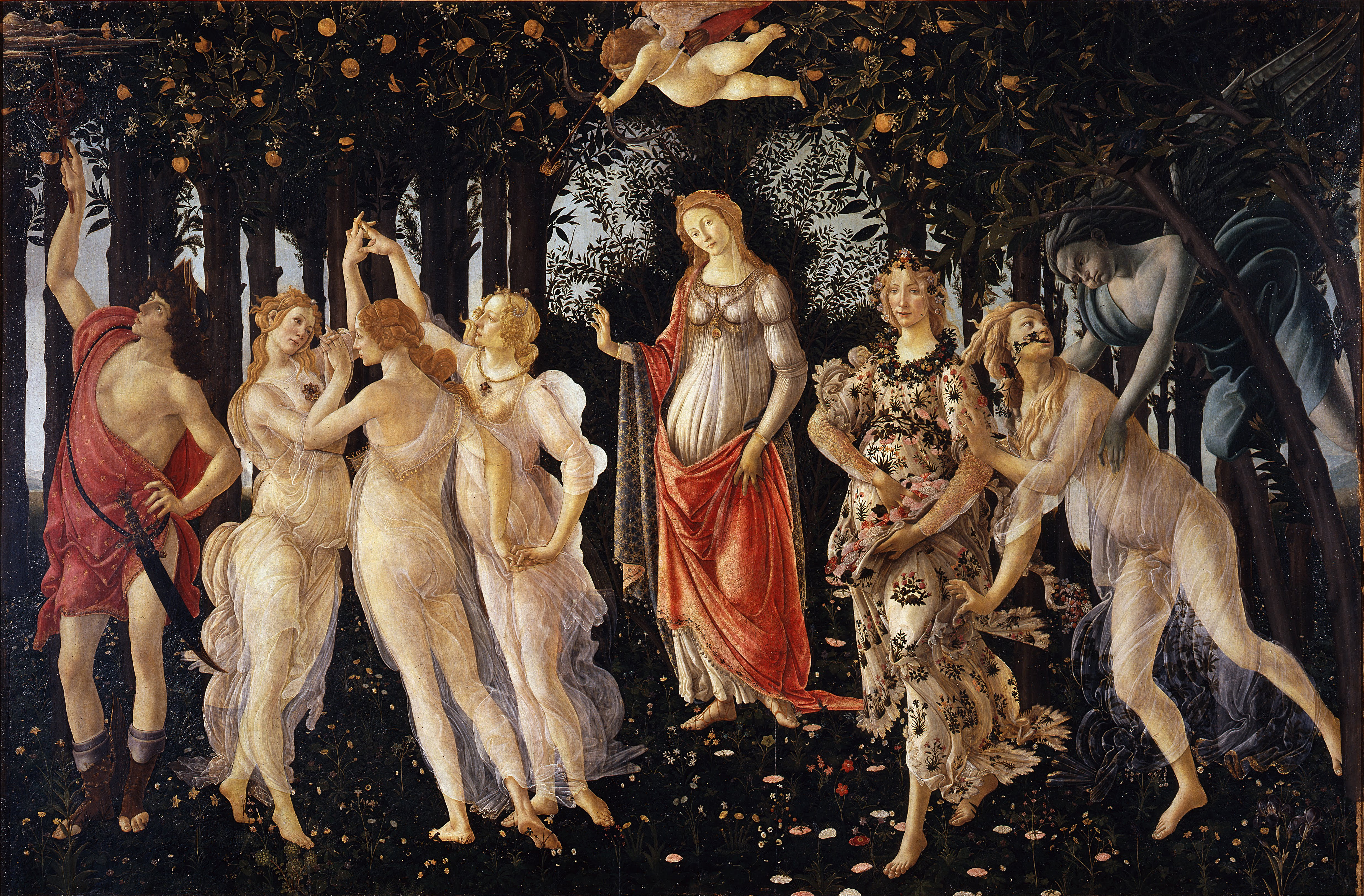
پریماورا یا تمثیل بهار، نقاشی ساندرو بوتیچلی
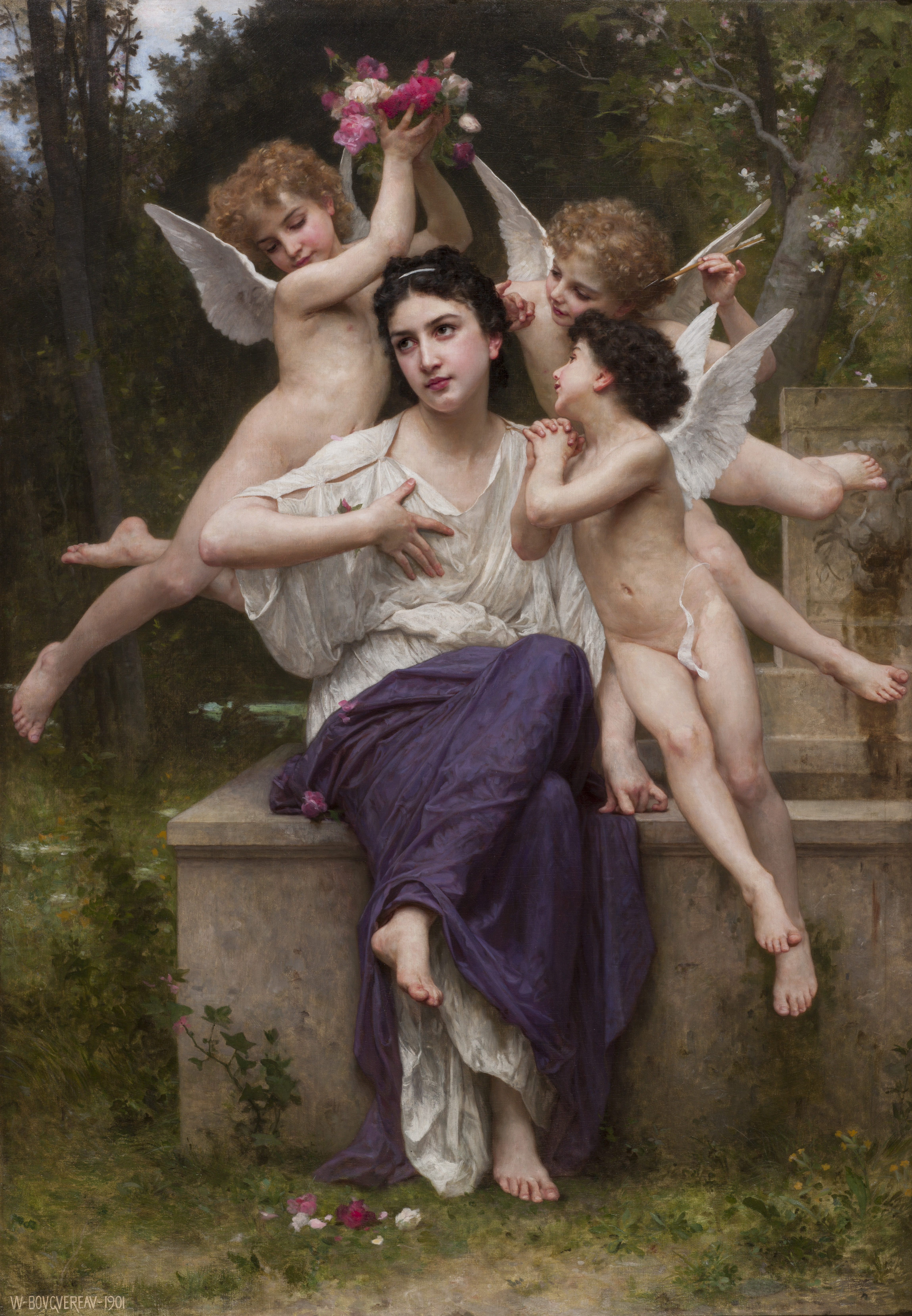
رؤیای بهار اثر ویلیام-آدولف بوگرو